# Alto Paraná (kommun)
Alto Paraná är en kommun i Brasilien.   Den ligger i delstaten Paraná, i den södra delen av landet, 900 km sydväst om huvudstaden Brasília. Antalet invånare är 13 662.
Följande samhällen finns i Alto Paraná:
- Alto Paraná

Trakten runt Alto Paraná består i huvudsak av gräsmarker. Runt Alto Paraná är det ganska tätbefolkat, med 75 invånare per kvadratkilometer.